# Señorío de Xochitepéc
El Señorío de Xochitepéc (del náhuatl, Xochitepec tlahtocayotl, «Reino del monte florido») fue un estado precolombino independiente mesoamericano cuyo auge sucedió en el posclásico tardío. Estaba ubicado en el norte del actual estado de Jalisco, en el actual municipio de Magdalena se encontraba su capital de nombre homónimo, estaba habitado por integrantes de la etnia Coan y Tecuexe y comprendía también los pueblos de Alpuyeca y Atlacholoaya. La ciudad capital estaba en la orilla del lago ahora desecado llamado Atitic y había sido construida entre el 800 y el 500 a. C en Zazacatla, en el manantial de Chiconcuac.
Fue independiente durante un largo tiempo y tenía como tributarios a Guaxacatlan, Oztoticpac, Xotlan y Xocotlan, pero después de cruentas batallas pasó a ser un estado tributario del Señorío de Etzatlan, su último gobernante como estado tributario fue Goaxicar, quien después de que los españoles tomaran Etzatlan en 1524 éste aprovechó para tomar autonomía, sin embargo no duró mucho tiempo ya que los conquistadores españoles lo obligaron a pagar tributo. Goaxicar no satisfecho con ello se levantó en armas junto con sus aliados de Ameca, Tequila y Ahualulco en 1541 haciendo huir a los españoles de Etzatlan y tomando con ello Goaxicar el control de la zona. Sin embargo pronto los evangelizadores llegaron a la región y Goaxicar fue bautizado, al igual que su hija a la que le pusieron Magdalena, desde ese momento la ciudad de Xochitepec fue llamada Magdalena.